# Trochères
Trochères é uma comuna francesa na região administrativa da Borgonha-Franco-Condado, no departamento de Côte-d'Or. Estende-se por uma área de 5,13 km². Em 2010 a comuna tinha 172 habitantes (densidade: 33,5 hab./km²).